# Angolanisch-kubanische Beziehungen
Die angolanisch-kubanischen Beziehungen umfassen das zwischenstaatliche Verhältnis zwischen Angola und Kuba. Die Länder unterhalten seit der angolanischen Unabhängigkeit 1975 direkte diplomatische Beziehungen.
Historisch bedeutendstes Verbindungsglied ist die massive kubanische Unterstützung der angolanischen Regierung im Bürgerkrieg in Angola. Dabei waren nach verschiedenen Angaben zwischen 350.000 und fast einer halben Million Kubaner zwischen 1975 und 1991 in Angola im Einsatz. Laut offiziellen kubanischen Angaben verloren dabei 2077 Kubaner ihr Leben, regierungskritische Oppositionelle schätzen die gesamten kubanischen
Verluste auf bis zu 10.000. Bis heute ist der kubanische Einsatz in Angola vor allem in Kuba lebendig, etwa in Denkmälern, Blogs und Gedenkveranstaltungen.
Heute gehören beide Länder u. a. der Lateinischen Union und den verschiedenen UN-Organisationen an. Wichtigstes bilaterale Verbindungselement ist heute die kubanische Entwicklungszusammenarbeit im Gesundheits- und Bildungswesen in Angola.
Bis zur Unabhängigkeit Angolas von Portugal 1975 wurden die Beziehungen von den kubanisch-portugiesischen Beziehungen bestimmt. Historisch bestehen seit dem Atlantischen Sklavenhandel des 16. Jahrhunderts Berührungspunkte zwischen beiden Ländern. Die angolanische Fluggesellschaft TAAG Angola Airlines war die erste afrikanische Airline, die nach Kuba (Havanna) flog.

## Geschichte

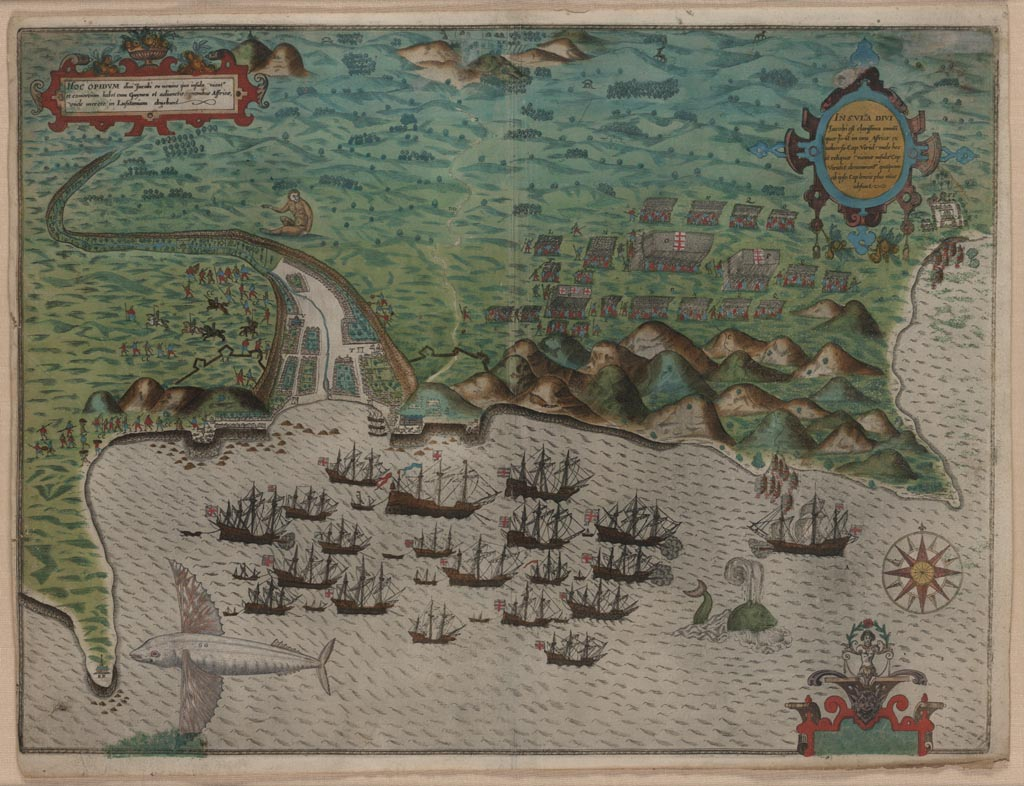
Cidade Velha auf der Kapverdeninsel Santiago (1589), Zwischenstation für den transatlantischen Sklavenhandel seit dem 16. Jahrhundert

Nach der Landung des portugiesischen Seefahrers Diogo Cão im Jahr 1483 wurde das heutige Angola zunehmend Portugiesische Kolonie, während Kuba nach seiner Entdeckung durch Christoph Kolumbus 1492 Spanische Kolonie wurde.
Ein Teil der Sklaven für die aufkommende Plantagenwirtschaft auf Kuba kam danach aus Angola über die Zwischenstation Kap Verde nach Kuba.
Unter Portugals König Manuel I. wurden die Juden ab 1497 auch aus Portugal vertrieben, vereinzelt kamen sie danach sowohl nach Angola als auch nach Kuba. Mit der Flucht der jüdischen Marranen aus Portugal und Spanien gingen Anfang des 16. Jahrhunderts zudem zahlreiche dieser Sepharden nach Nordeuropa. Aus diesen sephardischen Gemeinden wanderten in Schüben auch Gruppen in die Karibik aus, insbesondere im 17. Jahrhundert. Portugiesische Marranen kamen so auch nach Kuba und unterhielten vereinzelt Handelsbeziehungen bis nach Angola.
Kuba erkämpfte seine Unabhängigkeit 1902, bevor es 1959 mit der Kubanischen Revolution auch die zwischenzeitlich errichtete Batista-Diktatur überwand und einen sozialistischen Ein-Parteien-Staat unter Führung Fidel Castros einführte. Die Regierung Castro unterstützte danach Unabhängigkeitsbewegungen in Afrika, zunächst vor allem politisch, etwa in der UNO. Agostinho Neto, wichtigster Führer der angolanischen Unabhängigkeitsbewegung, ersuchte Kuba um Hilfe für den Unabhängigkeitskampf, und erhielt danach logistische und ideologische Unterstützung. Kuba gehörte in der Zeit zu den schärfsten Kritikern der Portugiesischen Kolonialkriege, die 1961 in Angola ihren Anfang fanden. 1966 traf Agostinho Neto mit Fidel Castro auf Kuba zusammen, wohin danach Angolaner vor allem zur militärischen Ausbildung kamen.

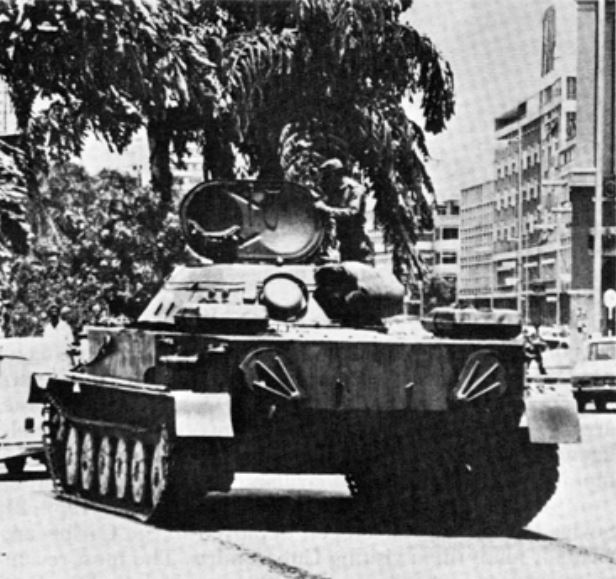
Kubanischer PT-76-Panzer in Angola: die kubanische Militärhilfe war von entscheidender Bedeutung für den Regierungssieg im angolanischen Bürgerkrieg (1975–2011)

Nach der linksgerichteten Nelkenrevolution in Portugal 1974 erlangte Angola durch das Alvor-Übereinkommen 1975 seine Unabhängigkeit. Die kommunistische MPLA setzte sich danach gegen die zwei anderen Unabhängigkeitsbewegungen Angolas durch und errichtete ein sozialistisches Einparteien-System. Aus dem Konflikt der MPLA mit den gegnerischen Unabhängigkeitsbewegungen entbrannte danach der Bürgerkrieg in Angola. Kuba kam der Ostblock-unterstützten MPLA-Regierung militärisch zur Hilfe, leistete aber auch Aufbauhilfe in Gesundheit und Erziehung, während die wichtigsten Gegner der MPLA, die vom Westen unterstützten FNLA und  UNITA, militärische Hilfe vor allem von Südafrika erhielten.
Bereits bei der Besetzung der Exklave Cabinda 1974 hatte Kuba die MPLA vor Ort unterstützt. Im November 1975 begann dann der massive Kubanische Militäreinsatz in Angola, um die angolanische Regierung vor den südafrikanischen Kräften nach der MPLA-Niederlage bei Catengue zu retten. Im weiteren Verlauf standen bis zu 50.000, nach anderen Angaben 70.000 kubanische Soldaten in Angola, die entscheidenden Anteil am Verlauf des Bürgerkriegs hatten, der insbesondere nach der Schlacht bei Cuito Cuanavale Anfang 1988 sich zu Gunsten der MPLA-Regierung wendete.
Im Dreimächtevertrag 1988 wurde der Abzug der kubanischen Truppen beschlossen. Am 25. Mai 1991, einen Monat früher als geplant, verließen die letzten kubanischen Einheiten Angola.
Das wichtigste Element der bilateralen Zusammenarbeit wurde danach die kubanische Hilfe in den Bereichen Gesundheit und Bildung. Seit Beginn des kubanischen Engagements in Angola waren über 800 Gesundheitsspezialisten und 1.137 Fachkräfte des Bildungssektors aus Kuba in Angola tätig. Parallel wurden 7.995 Angolaner in Kuba in Gesundheitsberufen ausgebildet. Im Jahr 2019 waren 2.180 Angolaner zu Studien- und Ausbildungszwecken im Gesundheitsbereich in Kuba.
Bei den regelmäßigen gegenseitigen Staatsbesuchen erneuerte Angola zuletzt sein Interesse an einem Ausbau der Kooperation in Ausbildung und anderen Aspekten des Gesundheitssektors.
1990 schlossen beide Länder ein Abkommen über gegenseitige Visumfreiheit bis zu 90 Tagen.

## Diplomatie
Angola führt eine eigene Botschaft in der kubanischen Hauptstadt Havanna.
Kuba unterhält eine eigene Botschaft in der angolanischen Hauptstadt Luanda.
Gegenseitige Konsulate sind nicht eingerichtet.

## Kultur

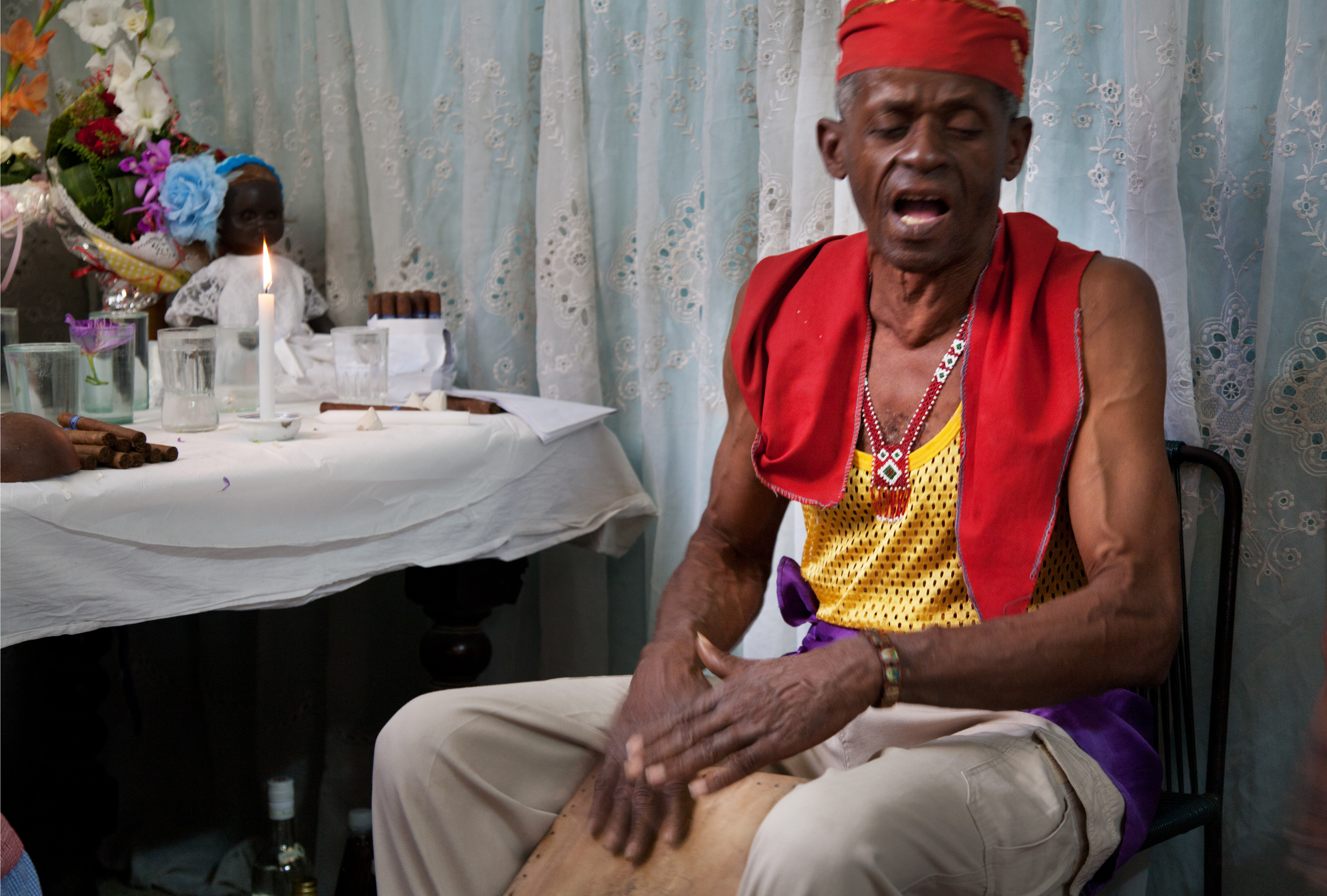
Musiker während einer Santería-Zeremonie in Kuba: die afro-kubanische Musik entstand auch unter angolanischen Einflüssen

Die Kubanische Musik entstand auch unter dem Einfluss von Musik und Traditionen aus Angola, die von dort mit den Sklaven seit dem 16. Jahrhundert nach Kuba kamen.
Die in Angola geborene portugiesische Regisseurin Dulce Fernandes veröffentlichte 2011 mit Cartas de Angola einen Dokumentarfilm, der sich mit den Erfahrungen kubanischer Einsatzkräfte im Bürgerkrieg in Angola befasst, und stellt diese auch den Erinnerungen ihrer eigenen Familie gegenüber, die Angola nach dessen Unabhängigkeit verließ. Der 2012 in Portugal auch als DVD erschienene Film lässt dabei weitgehend unkommentiert kubanische Soldaten, Krankenschwestern und andere zu Wort kommen, angolanische Widerstandslieder singen und von ihren Erfahrungen erzählen. Er zitiert zudem Briefe von Kubanern, die aus Angola in ihre Heimatländer schrieben. Diese berichten über die Trennung von ihren Familien und ihren Erfahrungen und Tätigkeiten in Angola und dem Miteinander mit der lokalen Bevölkerung, aber auch der Erfahrung von Afrokubanern bei ihrem ersten Aufenthalt in Afrika und ihren Eindrücken. Auch von den Erinnerungen ihrer eigenen portugiesischen Familie, die das Land verließ, als die Kubaner kamen, berichtet die Regisseurin dabei.